# 메이드 인 아메리카 (1993년 영화)
《메이드 인 아메리카》(영어: Made in America)는 미국에서 제작된 리처드 벤저민 감독의 1993년 코미디 영화이다. 우피 골드버그, 테드 댄슨, 윌 스미스 등이 출연하였고, 아넌 밀천 등이 제작에 참여하였다.

## 줄거리
본인이 돌아가신 아버지 찰리의 딸인 줄로만 알고 자란 우등생 조라는 실은 어머니 세라가 찰리와 사별한 후 정자은행에서 흑인 정자를 이용해 자신을 가졌다는 사실을 알게 된다. 정자은행 컴퓨터를 몰래 뒤져 기증자의 이름과 사회 보장 번호를 알아낸 조라는 친아버지 핼버트 "핼" 잭슨을 찾아간다. 조라는 요란한 자동차 판매원 핼이 백인이라는 걸 알고 충격을 받는다.

## 출연
- 우피 골드버그 - 세라 매슈스 역
- 테드 댄슨 - 핼버트 "핼" 잭슨 역
- 니아 롱 - 조라 매슈스 역
- 윌 스미스 - 티 케이크 월터스 역
- 제니퍼 틸리 - 스테이시 역
- 폴 로드리게스 - 호제이 역
- 페기 레이 - 앨버타 역
- 클라이드 쿠사추 - 밥 타카시마 역
- 숀 레비 - 드웨인 역
- 샬린 퍼네츠 - 폴라 역

## 기타 제작진
- 공동 제작: 패트릭 J. 파머
- 협력 제작: 수잰 로스바움
- 배역: 루번 캐넌
- 미술: 에벌린 세이캐시
- 의상: 엘리자베스 맥브라이드

## 우리말 녹음
| KBS 성우진 (1995년 12월 23일) - 성선녀 - 세라(우피 골드버그) - 박기량 - 잭슨(테드 댄슨) - 김일 - 티 케이크(윌 스미스) - 최덕희 - 조라(니아 롱) - 임수아 - 김정미 - 이윤선 - 장승길 - 차명화 - 홍시호 - 송덕희 - 이재용 - 김소형 | MBC 성우진 (2004년 6월 25일) - 성선녀 - 세라(우피 골드버그) - 신성호 - 핼(테드 댄슨) - 안지환 - 티 케이크(윌 스미스) - 박선영 - 조라(니아 롱) - 정희선 - 이미자 - 김호성 - 최석필 - 김기철 - 이상범 - 최한 - 문남숙 - 박신희 - 방성준 - 이원찬 - 정재헌 - 조현정 |  |